# Premiair
|  | Sammenskrivningsforslag Artiklen Premiair er foreslået føjet ind i SunClass Airlines. (Siden juni 2020) Diskutér forslaget |

Premiair var Skandinaviens største charterflyselskab.
Det blev oprettet i 1993 ved af en sammenlægning af det SAS-ejede charterflyselskab Scanair og Spies-koncernens charterflyselskab Conair. Selskabet betjente både Spies Rejser, Tjæreborg Rejser, Ving Rejser, Gulliver og Always.
Premiair er senere overtaget af MyTravel Airways, som skiftede navn til Thomas Cook Airlines Scandinavia den 8. maj 2008.